# 紫琉璃螢金花蟲
紫琉璃螢金花蟲（学名：Cneorane violaceipennis）为金花蟲科琉璃螢金花蟲屬下的一个种。